# Péritas

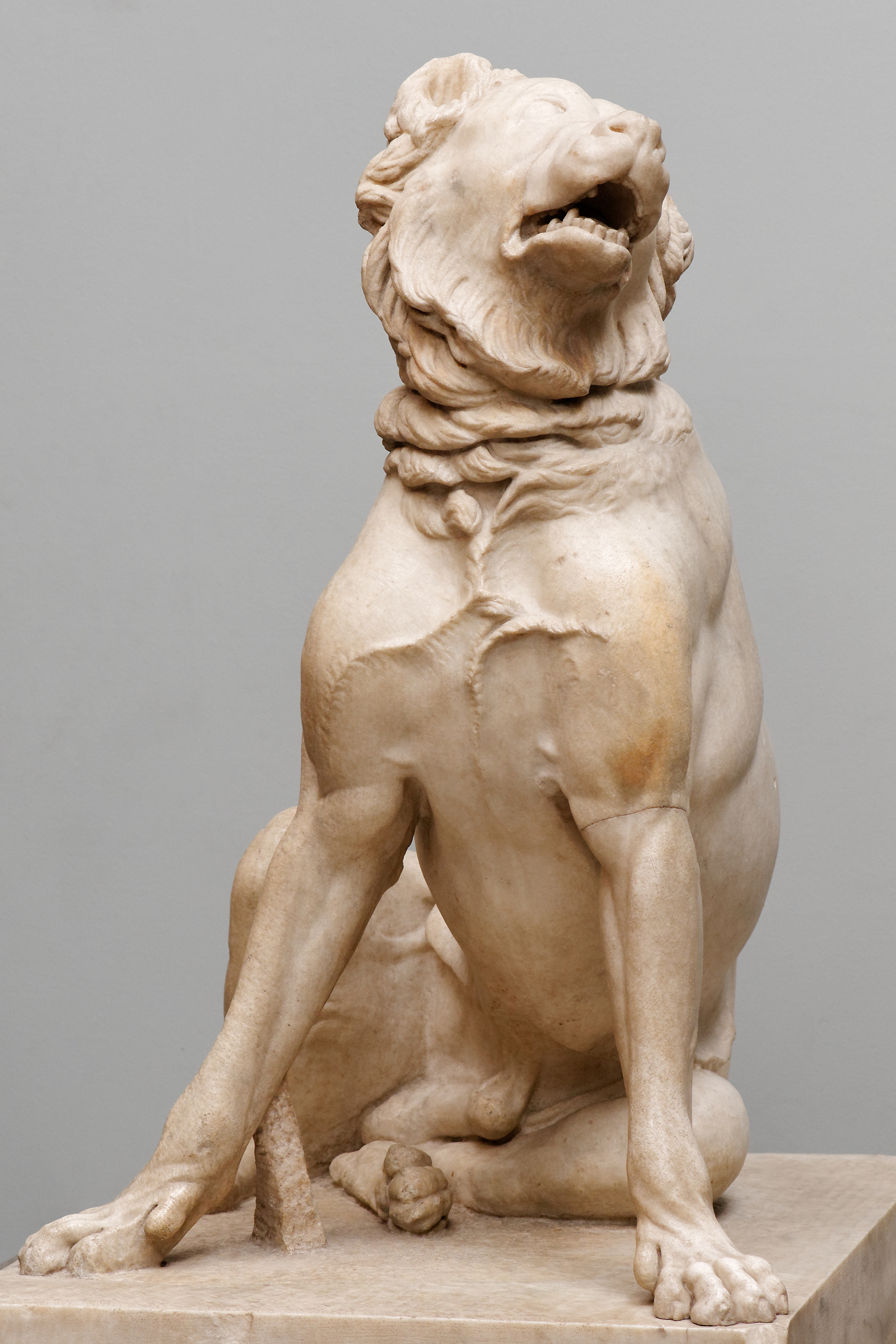
El Jennings Dog del British Museum

Péritas (griego antiguo: Περίτας) fue el perro de Alejandro Magno. Las principales fuentes históricas que lo citan son: Plutarco, en su biografía de Alejandro Magno, y Plinio el Viejo en su Historia Natural. Lo acompañó en su campaña oriental y murió en 326 a.C. en la India.
Este perro nació en Epiro: Plinio escribe que le fue ofrecido al joven rey macedonio Alejandro Magno por su tío (Alejandro I de Epiro, apodado el Moloso).
Más tarde el poeta romano Virgilio elogia en sus Geórgicas los méritos de los perros de esta región; son descritos como excelentes cazadores, guardianes, e incluso auxiliares para el combate. 
Es difícil de conocer la apariencia física de Péritas. Sin embargo el British Museum dispone de una estatua de perro (Jennings Dog) identificada como la representación de un perro de guardia moloso que podría parecerse a Péritas.
El origen del nombre es desconocido, no aparece más que en la obra de Plutarco. Remarcar no obstante la similitud entre el término «Περίτιος» (Péritios) que corresponde al mes de enero del calendario macédonio y aquel de Περίτας.

## Educación
El adiestramiento del perro no hace consenso. Plinio dice que Alejandro recibe este perro ya adulto, pero Plutarco indica que el rey lo educó el mismo.
Plinio relata detalladamente el supuesto modo en que Alejandro entrenó a su perro; recibió primeramente un primer perro que resultó tener poco carácter; Alejandro, irritado fuertemente por este comportamiento, hizo abatir a este primer perro. Su tío, el rey de los Molosos, envió entonces un segundo perro precisando: «emplea este perro, no contra pequeños animales, sino contra el león o el elefante». Alejandro así lo hizo: 

el león quedó despedazado enseguida; después hizo traer un elefante, y nunca un espectáculo le causó tanto placer. Efectivamente, el pelo se le erizó y el perro comenzó a ladrar de una manera terrible, después vino al ataque: se levantó contra el monstruo por una parte, luego por la contraria, asaltándolo y evitándolo con la dirección necesaria para un combate desigual, al final lo hizo girar tanto que el elefante cayó, y su caída sacudió la tierra.

Del mismo modo que Alejandro construyó una ciudad en memoria de su amigo Héfestion o de su caballo Bucéfalo, el rey ordenó según Plutarco la construcción de una ciudad sobre los bordes del río Hidaspes (actual Jhelum), en India, en honor a su perro.